# Hrvatski taekwondo savez
Hrvatski taekwondo savez (eng. Croatian taekwondo federation) je športski savez i krovna organizacija za taekwondo u Hrvatskoj.
Utemeljen je 21. prosinca 1971. u Zagrebu.
Od međunarodnih organizacija, članom je WTF-a od 17. kolovoza 1993., ITF-a i ETU-a od 21. svibnja 1992.
Sjedište saveza je na Trgu Krešimira Ćosića 11 u Zagrebu.

## World Taekwondo Federation

### Olimpijske igre
stanje 2024.

#### Pojedinačno
| Kyorugi | Kyorugi                                                                     | Kyorugi | Kyorugi | Kyorugi | Kyorugi |
| #       | Taekwondoin                                                                 | Zlato   | Srebro  | Bronca  | Ukupno  |
| ------- | --------------------------------------------------------------------------- | ------- | ------- | ------- | ------- |
| 1       | Matea Jelić                                                                 | 1       | 0       | 0       | 1       |
| 2       | Toni Kanaet, Lena Stojković, Sandra Šarić, Lucija Zaninović, Martina Zubčić | 0       | 0       | 1       | 1       |

### Svjetsko prvenstvo
World Taekwondo Championship, World Taekwondo Poomsae Championship i World Taekwondo Beach (Poomsae) Championship; gyeokpa natjecanje se održava u sklopu poomsae prvenstva

7. lip 2023.
| Medalje | Kyorugi | Kyorugi | Kyorugi | Kyorugi | Poomsae | Poomsae | Poomsae | Poomsae | Poomsae | Poomsae | Gyeokpa | Gyeokpa | Ukupno |
| ------- | ------- | ------- | ------- | ------- | ------- | ------- | ------- | ------- | ------- | ------- | ------- | ------- | ------ |
| Medalje | M       | Ž       | ekipno  | ekipno  | M       | Ž       | Mix par | ekipno  | ekipno  | ekipno  | M       | Ž       | Ukupno |
| Medalje | M       | Ž       | M       | Ž       | M       | Ž       | Mix par | M       | Ž       | Mix     | M       | Ž       | Ukupno |
| Zlato   | 2       | 3       | /       | 0       | /       | /       | /       | /       | /       | /       | /       | /       | 5      |
| Srebro  | 1       | 5       | /       | 0       | /       | /       | /       | /       | /       | /       | /       | /       | 6      |
| Bronca  | 4       | 17      | /       | 1       | /       | /       | /       | /       | /       | /       | /       | /       | 22     |

kyorugi / gyeorugi / gyorugi = borbe, poomsae / poomse = forme - često se naziva tehničko natjecanje, a natjecatelji tehničari, gyeokpa / kyeokpa (engl. technical breaking) = demonstracije lomljenja

#### Pojedinačno
| # |
| - |
| 1 |
| 2 |
| 3 |
| 4 |
| 5 |
| 6 |
| 7 |
| 8 |

| Kyorugi | Kyorugi | Kyorugi | Kyorugi | Kyorugi | Kyorugi |
| Taekwondoin | Zlato   | Srebro  | Bronca  | Ukupno  |         |
| --- | ------- | ------- | ------- | ------- | ------- |
| Lena Stojković                                                                                                   | 2       | 0       | 0       | 2       |         |
| Ana Zaninović | 1       | 2       | 1       | 4       |         |
| Marko Golubić, Filip Grgić                                                                                       | 1       | 0       | 0       | 1       |         |
| Sandra Šarić | 0       | 1       | 3       | 4       |         |
| Nataša Vezmar | 0       | 1       | 2       | 3       |         |
| Marina Sumić | 0       | 1       | 0       | 1       |         |
| Miet Filipović, Mići Kuzmanović, Ivan Šapina, Kristina Tomić                                                     | 0       | 0       | 2       | 2       |         |
| Paško Božić, Bruna Duvančić, Ivana Duvančić, Matea Jelić, Doris Pole, Iva Radoš, Bruna Vuletić, Lucija Zaninović | 0       | 0       | 1       | 1       |         |

| # |
| - |
| 1 |
| 2 |
| 3 |
| 4 |
| 5 |
| 6 |
| 7 |
| 8 |

| Kyorugi | Kyorugi | Kyorugi | Kyorugi | Kyorugi | Kyorugi |
| Taekwondoin | Zlato   | Srebro  | Bronca  | Ukupno  |         |
| --- | ------- | ------- | ------- | ------- | ------- |
| Lena Stojković                                                                                                   | 2       | 0       | 0       | 2       |         |
| Ana Zaninović | 1       | 2       | 1       | 4       |         |
| Marko Golubić, Filip Grgić                                                                                       | 1       | 0       | 0       | 1       |         |
| Sandra Šarić | 0       | 1       | 3       | 4       |         |
| Nataša Vezmar | 0       | 1       | 2       | 3       |         |
| Marina Sumić | 0       | 1       | 0       | 1       |         |
| Miet Filipović, Mići Kuzmanović, Ivan Šapina, Kristina Tomić                                                     | 0       | 0       | 2       | 2       |         |
| Paško Božić, Bruna Duvančić, Ivana Duvančić, Matea Jelić, Doris Pole, Iva Radoš, Bruna Vuletić, Lucija Zaninović | 0       | 0       | 1       | 1       |         |

| Poomsae & Gyeokpa | Poomsae & Gyeokpa | Poomsae & Gyeokpa | Poomsae & Gyeokpa | Poomsae & Gyeokpa | Poomsae & Gyeokpa |
| #                 | Taekwondoin       | Zlato             | Srebro            | Bronca            | Ukupno            |
| ----------------- | ----------------- | ----------------- | ----------------- | ----------------- | ----------------- |
| 1                 | —                 | 0                 | 0                 | 0                 | 0                 |

#### Ekipno
Održava se od 2006.
Nastupi: Djevojke 1/7; Muškarci 0/7
| Kyorugi | Kyorugi                                                                        | Kyorugi | Kyorugi | Kyorugi | Kyorugi |
| #       | Taekwondoin                                                                    | Zlato   | Srebro  | Bronca  | Ukupno  |
| ------- | ------------------------------------------------------------------------------ | ------- | ------- | ------- | ------- |
| 1       | Jelena Ivančić, Marina Sumić, Ana Zaninović, Martina Zubčić, Antonija Žeravica | 0       | 0       | 1       | 1       |

### Svjetske igre borilačkih sportova
SportAccord World Combat Games; natjecanje se odvija po pravilima WTF federacije

nakon izdanja u 2013.

#### Pojedinačno
| Kyorugi | Kyorugi           | Kyorugi | Kyorugi | Kyorugi | Kyorugi |
| #       | Taekwondoin       | Zlato   | Srebro  | Bronca  | Ukupno  |
| ------- | ----------------- | ------- | ------- | ------- | ------- |
| 1       | Petra Matijašević | 0       | 1       | 0       | 1       |

### Svjetsko vojno taekwondo prvenstvo
Organizira CISM, ali se natječe po pravilima WTF organizacije, pod kojima se održava i WTF Svjetsko prvenstvo. U godini Svjetskih vojnih igara, ne održava se posebno prvenstvo nego se to natjecanje smatra Svjetskim vojnim prvenstvom. Osvajači medalja na WTF Svjetskim prvenstvima nerijetko se natječu i na Svjetskom vojnom prvenstvu.
nakon izdanja u 2015.

#### Pojedinačno
| # |
| - |
| 1 |
| 2 |
| 3 |
| 4 |
| 5 |
| 6 |
| 7 |

| Kyorugi | Kyorugi | Kyorugi | Kyorugi | Kyorugi | Kyorugi |
| Taekwondoin                                                                                                  | Zlato   | Srebro  | Bronca  | Ukupno  |         |
| --- | ------- | ------- | ------- | ------- | ------- |
| Nataša Vezmar                                                                                                | 2       | 0       | 0       | 2       |         |
| Iva Gavez, Ivona Skelin                                                                                      | 1       | 1       | 0       | 2       |         |
| Tomislav Miščančuk, Lucija Zaninović, Marijeta Željković                                                     | 1       | 0       | 0       | 1       |         |
| Renata Crkvenac                                                                                              | 0       | 2       | 0       | 2       |         |
| Nikolina Bašić, Marijeta Čelić, Jasminka Ibrahimović                                                         | 0       | 1       | 0       | 1       |         |
| Damir Medjeral, Igor Radojčić                                                                                | 0       | 0       | 2       | 2       |         |
| Željka Asoli, Branimir Čačić, Dejana Gajić, Krunoslav Markulin, Eva Politeo, Branka Ramljak, Nataša Šoštarić | 0       | 0       | 1       | 1       |         |
| = 19 |         |         |         |         |         |

### Europske igre

#### Pojedinačno
| Kyorugi | Kyorugi                                   | Kyorugi | Kyorugi | Kyorugi | Kyorugi |
| #       | Taekwondoin                               | Zlato   | Srebro  | Bronca  | Ukupno  |
| ------- | ----------------------------------------- | ------- | ------- | ------- | ------- |
| 1       | Ana Zaninović                             | 0       | 1       | 0       | 1       |
| 2       | Vedran Golec, Iva Radoš, Lucija Zaninović | 0       | 0       | 1       | 1       |

### Europsko prvenstvo
nakon izdanja u 2018.
| Medalje | Kyorugi | Kyorugi | Kyorugi | Kyorugi | Poomsae | Poomsae | Poomsae | Poomsae | Poomsae | Ukupno |
| ------- | ------- | ------- | ------- | ------- | ------- | ------- | ------- | ------- | ------- | ------ |
| Medalje | M       | Ž       | ekipno  | ekipno  | M       | Ž       | Mix par | ekipno  | ekipno  | Ukupno |
| Medalje | M       | Ž       | M       | Ž       | M       | Ž       | Mix par | M       | Ž       | Ukupno |
| Zlato   | 3       | 13      | /       | /       | /       | /       | /       | /       | /       | 16     |
| Srebro  | 5       | 8       | /       | /       | /       | /       | /       | /       | /       | 13     |
| Bronca  | 13      | 21      | /       | /       | /       | /       | /       | /       | /       | 34     |

#### Pojedinačno
italic - hrvatski borci koji su medalje osvojili za Jugoslaviju
| #  |
| -- |
| 1  |
| 2  |
| 3  |
| 4  |
| 5  |
| 6  |
| 7  |
| 8  |
| 9  |
| 10 |
| 11 |
| 12 |
| 13 |

| Kyorugi | Kyorugi | Kyorugi | Kyorugi | Kyorugi | Kyorugi |
| Taekwondoin | Zlato   | Srebro  | Bronca  | Ukupno  |         |
| --- | ------- | ------- | ------- | ------- | ------- |
| Nataša Vezmar | 3       | 1       | 1       | 5       |         |
| Lucija Zaninović | 3       | 0       | 1       | 4       |         |
| Iva Radoš | 2       | 0       | 1       | 3       |         |
| Martina Zubčić | 1       | 1       | 2       | 4       |         |
| Toni Kanaet, Ana Zaninović | 1       | 1       | 0       | 2       |         |
| Miet Filipović | 1       | 0       | 1       | 2       |         |
| Lovre Brečić, Dragan Jurilj, Sandra Šarić, Kristina Tomić | 1       | 0       | 0       | 1       |         |
| Filip Grgić, Marina Sumić | 0       | 2       | 0       | 2       |         |
| Iva Gavez, Matija Šantić, Marijeta Željković | 0       | 1       | 1       | 2       |         |
| Lana Banely, Vedran Golec | 0       | 1       | 0       | 1       |         |
| Robert Tomašević | 0       | 0       | 3       | 3       |         |
| Ivan Radoš | 0       | 0       | 2       | 2       |         |
| Nives Ambruš, Kristina Beroš, Hrvoje Bregeš, Tomislav Bučanac, Stipe Jarloni, Matea Jelić, Željko Jurčić, Tomislav Karaula, Ana Katalinić, Kristijan Kralj, Mateja Kunović, Josipa Kusanić, Mići Kuzmanović, Piero Marić, Petra Matijašević, Eva Politeo, Deni Andrun Razić, Ivona Skelin, Marija Štetić, Ivana Vujčić | 0       | 0       | 1       | 1       |         |
| = 34 |         |         |         |         |         |

| #  |
| -- |
| 1  |
| 2  |
| 3  |
| 4  |
| 5  |
| 6  |
| 7  |
| 8  |
| 9  |
| 10 |
| 11 |
| 12 |
| 13 |

| Kyorugi | Kyorugi | Kyorugi | Kyorugi | Kyorugi | Kyorugi |
| Taekwondoin | Zlato   | Srebro  | Bronca  | Ukupno  |         |
| --- | ------- | ------- | ------- | ------- | ------- |
| Nataša Vezmar | 3       | 1       | 1       | 5       |         |
| Lucija Zaninović | 3       | 0       | 1       | 4       |         |
| Iva Radoš | 2       | 0       | 1       | 3       |         |
| Martina Zubčić | 1       | 1       | 2       | 4       |         |
| Toni Kanaet, Ana Zaninović | 1       | 1       | 0       | 2       |         |
| Miet Filipović | 1       | 0       | 1       | 2       |         |
| Lovre Brečić, Dragan Jurilj, Sandra Šarić, Kristina Tomić | 1       | 0       | 0       | 1       |         |
| Filip Grgić, Marina Sumić | 0       | 2       | 0       | 2       |         |
| Iva Gavez, Matija Šantić, Marijeta Željković | 0       | 1       | 1       | 2       |         |
| Lana Banely, Vedran Golec | 0       | 1       | 0       | 1       |         |
| Robert Tomašević | 0       | 0       | 3       | 3       |         |
| Ivan Radoš | 0       | 0       | 2       | 2       |         |
| Nives Ambruš, Kristina Beroš, Hrvoje Bregeš, Tomislav Bučanac, Stipe Jarloni, Matea Jelić, Željko Jurčić, Tomislav Karaula, Ana Katalinić, Kristijan Kralj, Mateja Kunović, Josipa Kusanić, Mići Kuzmanović, Piero Marić, Petra Matijašević, Eva Politeo, Deni Andrun Razić, Ivona Skelin, Marija Štetić, Ivana Vujčić | 0       | 0       | 1       | 1       |         |
| = 34 |         |         |         |         |         |

| # |
| - |
| 1 |

| Poomsae & Gyeokpa | Poomsae & Gyeokpa | Poomsae & Gyeokpa | Poomsae & Gyeokpa | Poomsae & Gyeokpa | Poomsae & Gyeokpa |
| Taekwondoin       | Zlato             | Srebro            | Bronca            | Ukupno            |                   |
| ----------------- | ----------------- | ----------------- | ----------------- | ----------------- | ----------------- |
| [[]]              |                   |                   |                   |                   |                   |

| # |
| - |
| 1 |

| Poomsae & Gyeokpa | Poomsae & Gyeokpa | Poomsae & Gyeokpa | Poomsae & Gyeokpa | Poomsae & Gyeokpa | Poomsae & Gyeokpa |
| Taekwondoin       | Zlato             | Srebro            | Bronca            | Ukupno            |                   |
| ----------------- | ----------------- | ----------------- | ----------------- | ----------------- | ----------------- |
| [[]]              |                   |                   |                   |                   |                   |

### Grand Prix
|   | Taekwondoin      | Pobjede | Postolja |
| - | ---------------- | ------- | -------- |
| M | [[]]             |         |          |
| Ž | Lucija Zaninović | 1       | 2        |
| Ž | Matea Jelić      | 2       | 5        |

|   | Taekwondoin      | Pobjede | Postolja | God. pobjede |
| - | ---------------- | ------- | -------- | ------------ |
| M | [[]]             |         |          |              |
| Ž | Lucija Zaninović | 1       | 1        |              |

### Europsko klupsko prvenstvo
Seniorski prvaci
- TKD Marjan 2015.

### Svjetska taekwondo ljestvica - #1
Uvedena 2013. Broj 1 na svjetskoj ljestvici u svojoj kategoriji.

(popis nepotpun)
| - Lovre Brečić (-63kg) - Marko Golubić (-74kg) - Toni Kanaet (-74kg) - Ivan Šapina (-87kg) | - Matea Jelić (-67kg) - Iva Radoš (-73kg) - Lena Stojković (-46kg) - Ana Zaninović (-53kg) - Lucija Zaninović (-49kg) |

#### Olimpijski ranking - #1
spojene su po tri kategorije (lakša i teža u srednju)
- Lucija Zaninović (-49kg)

### Omjer
izvor:
| športaš           | pob:por |
| ----------------- | ------- |
| Nikita Glasnović  | 90:60   |
| Lucija Zaninović  | 78:34   |
| Martina Zubčić    | 75:41   |
| Ana Zaninović     | 70:34   |
| Marina Sumić      | 67:38   |
| Iva Radoš         | 57:20   |
| Filip Grgić       | 57:30   |
| Petra Matijašević | 50:36   |
| Nataša Vezmar     | 49:18   |

## International Taekwon-Do Federation

### Svjetsko prvenstvo
nepotpuni podaci

#### Pojedinačno
| # | Taekwondoin                                                             | Zlato | Srebro | Bronca | Ukupno |
| - | ----------------------------------------------------------------------- | ----- | ------ | ------ | ------ |
| 1 | Zelg Galešić                                                            | 2     | 0      | 0      | 2      |
| 2 | Petar Bašić, Maja Cukrov, Andrea Ivas, Livija Maduna, Marin Šušnjar     | 1     | 0      | 0      | 1      |
| 3 | Sabina Cerovac, Goran Kosović, Egon Mayer, Mateja Pančelat, Goran Šabić | 0     | 1      | 0      | 1      |
| 4 | Antonio Ivas, Vedran Tuta                                               | 0     | 0      | 1      | 1      |

#### Ekipno
- bronca u formama 1978.
- zlato 2011.
- bronca u testu snage (muškarci)

## Ostalo
Prvi taekwondo klub u Hrvatskoj osnovan je 1965. u Rijeci.
Na 21. WTF Europskom prvenstvu hrvatska reprezentacija bila je po prvi puta najuspješnija reprezentacija nekog europskog ili svjetskog prvenstva (3 zlata, 2 srebra, 1 bronca) - najbolja u ukupnoj te ženskoj konkurenciji.
Najviše nastupa na OI kod žena imaju Sandra Šarić, Nataša Vezmar, Ana Zaninović, Lucija Zaninović (2), a kod muškaraca Filip Grgić (1).
Na OI medalju je osvojio Sebastián Crismanich za Argentinu. Na WTF SP-u medalje su osvojili i Nikita Glasnović za Švedsku te Franka Anić i Ivan Trajkovič za Sloveniju.
Vedran Golec je prvi Hrvat koji je postao prvak Azije na klupskom prvenstvu Azije i to nakon što je osvojio titulu klupskog prvaka Europe.
Svjetska prvenstva u Hrvatskoj
Do 2021. niti jedno WT Svjetsko prvenstvo ni u kyurogi niti u poomsae nije održano u Hrvatskoj.
- ITF Svjetsko prvenstvo 2025., Poreč[9]
- UITF Svjetsko prvenstvo 2024., Novigrad[10]

Hrvatski finali na OI, SP, EP/EI (kraj 2022.)
WT
SP: - 
EP/EI: - 
ITF
SP: ? 
Rangovi turnira
pobjednik turnira dobiva (broj u rangu turnira x 10) bodova

G20 (Olimpijske igre), G12 (Svjetsko prvenstvo), G8 (Grand Prix finale), G4 (Grand Prix serija, Europsko prvenstvo, Europske igre), G2 (Svjetsko ekipno prvenstvo, Svjetske vojne igre), G1 (Svjetske igre borilačkih sportova, Svjetsko vojno prvenstvo)

### Povijest medalja na Svjetskim amaterskim prvenstvima
| Pojedinačno | WTF            | WTF      | WTF        | WTF      | ITF            | ITF      | ITF        | ITF      |
| Pojedinačno | M              | M        | Ž          | Ž        | M              | M        | Ž          | Ž        |
| ----------- | -------------- | -------- | ---------- | -------- | -------------- | -------- | ---------- | -------- |
| Pojedinačno | 1. medalja     | 1. zlato | 1. medalja | 1. zlato | 1. medalja     | 1. zlato | 1. medalja | 1. zlato |
| Kyorugi     | sportaš godina |          |            |          | sportaš godina |          |            |          |
| Poomsae     | sportaš godina |          |            |          | sportaš godina |          |            |          |
| Gyeokpa     | sportaš godina |          |            |          | sportaš godina |          |            |          |
| Ekipno      | WTF            | WTF      | WTF        | WTF      | ITF            | ITF      | ITF        | ITF      |
| Ekipno      | M              | M        | Ž          | Ž        | M              | M        | Ž          | Ž        |
| Ekipno      | 1. medalja     | 1. zlato | 1. medalja | 1. zlato | 1. medalja     | 1. zlato | 1. medalja | 1. zlato |
| Kyorugi     | godina         |          |            |          | godina         |          |            |          |
| Poomsae     | godina         |          |            |          | godina         |          |            |          |
| Gyeokpa     | godina         |          |            |          | godina         |          |            |          |

## Međunarodna natjecanja u Hrvatskoj
| Turniri s barem 15 izdanja ili 1. turniri svoje vrste u Hrvatskoj ili turniri posebni u europskim razmjerima (G razina, ...) | Turniri s barem 15 izdanja ili 1. turniri svoje vrste u Hrvatskoj ili turniri posebni u europskim razmjerima (G razina, ...) | Turniri s barem 15 izdanja ili 1. turniri svoje vrste u Hrvatskoj ili turniri posebni u europskim razmjerima (G razina, ...) | Turniri s barem 15 izdanja ili 1. turniri svoje vrste u Hrvatskoj ili turniri posebni u europskim razmjerima (G razina, ...) | Turniri s barem 15 izdanja ili 1. turniri svoje vrste u Hrvatskoj ili turniri posebni u europskim razmjerima (G razina, ...) | Turniri s barem 15 izdanja ili 1. turniri svoje vrste u Hrvatskoj ili turniri posebni u europskim razmjerima (G razina, ...) | Turniri s barem 15 izdanja ili 1. turniri svoje vrste u Hrvatskoj ili turniri posebni u europskim razmjerima (G razina, ...)  |
| Fed. | Tip | Naziv turnira | Lokacija | 1. izdanje | Zadnje izdanje | Bilješke |
| --- | --- | --- | --- | --- | --- | --- |
| | | Adidas Maksimir Cup / Maksimir kup                                                                                           | Zagreb | 2003. | održava se | [ 11 ] [ 12 ] |
| ITF | borbe | Auto Maritea Cup | Zagreb | . | održava se | specifičnost turnira je Grand Champion turnir - otvorena težinska kategorija u kojoj mogu nastupiti svi natjecatelji turnira; |
| | forme | Ban Keglević poomse open | Zagreb | 2003. | održava se | [ 15 ] |
| | | Taekwondo turnir Bjelovar '91. / Bjelovar '91. Open                                                                          | Bjelovar | 2000. | održava se | [ 16 ] [ 17 ] |
| WTF | borbe | Croatia Open (WTF taekwondo)                                                                                                 | više | 1995. | održava se | Varaždin, Zagreb; G1 turnir;                                                                                                  |
| ITF | | Croatia Open (ITF taekwondo)                                                                                                 | više | 2006. | održava se | Slavonski Brod, Varaždin, Zagreb;                                                                                             |
| WTF | forme | Croatia Poomsae Open | | 2013. | održava se | G1 turnir |
| | | Čigra limač kup | Zagreb | 2010. | održava se | [ 19 ] [ 20 ] |
| WTF | | Dalmacija kup | Split | 2010. | održava se | [ 21 ] [ 22 ] |
| | borbe&forme&kick | Dan-Gun Open / Dan-Gun Croatia Open                                                                                          | Zagreb | 1994. | održava se | najstarije otvoreno taekwondo prvenstvo u Hrvatskoj;                                                                          |
| ITF | | Dubrovnik Open | Dubrovnik | 2018. | održava se | [ 25 ] |
| | borbe&forme&kick | Feniks Budosport kup | Zagreb | 2008. | održava se | [ 26 ] |
| | | Gacka Open / Kup Gacke | Otočac | 2001. | održava se | [ 27 ] [ 28 ] |
| | | Grobnik Kup / Grobnik Kup veleposlanika Republike Koreje                                                                     | Čavle | 2010. | održava se | [ 29 ] |
| | | Jastreb Limač Open | Zagreb | 1999. | održava se | [ 30 ] |
| WTF | | Jastreb Open / Jastreb Open - Kup veleposlanika Republike Koreje / Jastreb - Kup prijateljstva                               | Samobor | 1998. | održava se | ; 2015. održan je Lee Kwangbae Jastreb Cup u Zagrebu;                                                                         |
| | | Kondor Open | Zagreb | 2007. | održava se | [ 35 ] |
| | | Korčula Open | Korčula | 1999. | održava se | [ 36 ] |
| | | Kup Marjana / Marjan Kup ambasadora Republike Koreje                                                                         | Split | 2012. | održava se | [ 37 ] [ 38 ] |
| | | M-2 turnir | više | 1994. | održava se | Rugvica, Vrbovac; |
| ITF | | Marsonia ITF Open | Slavonski Brod | 2000. | održava se | [ 40 ] |
| | | Memorijalni kadetski taekwondo turnir "Senjski vitezovi"                                                                     | Senj | 2000. | održava se | [ 41 ] |
| | | Memorijalni taekwondo turnir "Bljesak 1995."                                                                                 | Novska | 2007. | održava se | [ 42 ] |
| | | Memorijalni taekwondo turnir "Josip Jović"                                                                                   | Imotski | 2009. | održava se | [ 43 ] |
| | forme | Nikola poomsae Open / Nikola taegeuk poomsae open / POMSE Zagreb                                                             | Zagreb | 1993. | održava se | najstarije natjecanje u formama u Hrvatskoj i okolici;                                                                        |
| | | Plemeniti taekwondo turnir Zaprešića                                                                                         | Zaprešić | barem 2009. | održava se | [ 47 ] |
| ITF | | Slatina Open | Slatina | barem 2010. | održava se | [ 48 ] |
| | borbe&forme | Susedgrad Sokol Pokal | Susedgrad | 2004. | održava se | [ 49 ] |
| | | Taekwondo turnir Sv. Nikola                                                                                                  | Duga Resa | 2003. | održava se | [ 50 ] |
| | | WT President’s Cup – Europe u Hrvatskoj                                                                                      | | . | | |
| WTF | borbe | Zagreb Open | Zagreb | . | održava se | |

## Vanjske poveznice
- mrežne stranice Saveza
- Hrvatski taekwondo portal
- WTF svjetski i olimpijski ranking
- Taekwondo Data